# Дубки (Ярославский район)
Дубки — посёлок в Ярославском районе Ярославской области России. 
В рамках организации местного самоуправления входит в Карабихское сельское поселение; в рамках административно-территориального устройства включается в Карабихский сельский округ. 

## География
Расположен у юго-западной окраины города Ярославль, в 3 км к северо-западу от села Карабиха.

## Население
| 2002 | 2007  | 2010  |
| ---- | ----- | ----- |
| 3457 | ↘3452 | ↘3379 |

## Инфраструктура
Амбулатория (филиал Ярославской центральной районной больницы), аптека.

## Общественный транспорт
Дубки обслуживается автобусным маршрутом № 104 Ярославль — Дубки.

## Достопримечательности
- Памятник погибшим в годы Великой Отечественной войны[8].